# Nova União Popular Ecologista e Social
A Nova União Popular Ecológica e Social (em francês:  Nouvelle Union Populaire écologiste et sociale, NUPES) é uma coligação política de esquerda de França liderada por Jean-Luc Melénchon.
Formada no Dia do Trabalhador (1 de Maio), a coligação agrupa diversas formações e movimentos políticos de toda a esquerda francesa como a França Insubmissa, o Partido Socialista, o Partido Comunista Francês, a Europa Ecologia - Os Verdes, entre outros, tendo como objetivo concorrer à eleição legislativa de 2022 na França.
O fim desta ampla aliança é, segundo um comunicado da França Insubmissa, impedir a maioria absoluta da coligação Juntos do presidente Emmanuel Macron, travar a ascensão da extrema-direita e conseguir uma maioria de esquerda que torne Jean-Luc Melénchon primeiro-ministro de França, embora este último ponto ainda não tenha sido apoiado por todos os partidos integrantes da NUPES.
Em outubro de 2023, a aliança sofreu fortes divisões após o Partido Socialista ter decidido suspender a sua participação fruto da recusa da França Insubmissa em classificar o Hamas como um grupo terrorista no contexto da Guerra Israel-Hamas. A NUPES foi, de facto, dissolvido na antecâmara para a eleição legislativa de 2024 ao ser substituída pela Nova Frente Popular.

## História
Antes da eleição presidencial da França em 2022, Jean-Luc Mélenchon anunciou a criação da União Popular (Union Populaire), com o objetivo de aglutinar pessoas independentes e movimentos sociais para a sua candidatura presidencial.
Após as eleições presidenciais, onde Mélenchon teve 22% dos votos mas falhou a segunda volta, a França Insubmissa, partido de Melénchon, procurou unir todos os movimentos e partidos de esquerda para concorrerem juntos às eleições legislativas de junho de 2022.
No dia 1 de maio, a Europa Ecologia - Os Verdes chegou a um acordo com a França Insubmissa, tendo sido aceite a sua proposta de alteração da coligação para "Nova União Popular Ecológica e Social". Dois dias depois, seria o Partido Comunista Francês a juntar-se à coligação, citando os pontos em comum com os objetivos propostas pela aliança.
Embora inicialmente se tenha recusado a juntar à NUPES, o Partido Socialista juntava-se à coligação após semanas de negociações. Apesar do conselho nacional do PS ter votado a favor do acordo, diversos políticos socialistas já demonstraram a sua oposição a tal decisão, com alguns a afirmarem que se irão candidatar como independentes.
Outros partidos e movimentos de esquerda já demonstram a sua intenção de se juntarem à NUPES como são o caso do Movimento Republicano e Cidadão, a Esquerda Republicana e Socialista ou o Novo Acordo.
Por contrapartida, outros partidos de esquerda já declararam a sua oposição à aliança por diversas razões. O Novo Partido Anticapitalista, que esteve em negociações para se juntar à NUPES, mas pôs-se de parte após a adesão do Partido Socialista, embora tenha declarado o seu apoio a candidatos individuais de esquerda da NUPES. A Luta Operária acusa a coligação de "reformismo" e irá criar a sua própria aliança. O Partido Radical de Esquerda e o Movimento dos Progressistas opõem-se à coligação, definindo como traição aos valores aceitar uma coligação com a França Insubmissa.

## Membros
| Partido                               | Partido                         | Partido                     | Líder                       | Ideologia                   | Espectro                    |
| França Insubmissa e aliados           | França Insubmissa e aliados     | França Insubmissa e aliados | França Insubmissa e aliados | França Insubmissa e aliados | França Insubmissa e aliados |
| ------------------------------------- | ------------------------------- | --------------------------- | --------------------------- | --------------------------- | --------------------------- |
|                                       | França Insubmissa               | LFI                         | Adrien Quatennens           | Socialismo democrático      | Esquerda/Extrema-esquerda   |
| Populismo de esquerda                 | França Insubmissa               | LFI                         | Adrien Quatennens           |                             | Esquerda/Extrema-esquerda   |
|                                       | Partido de Esquerda             | PG                          | Jean-Christophe Sellin      | Socialismo democrático      | Esquerda                    |
| Hélène Le Cacheux                     | Partido de Esquerda             | PG                          | Populismo de esquerda       |                             | Esquerda                    |
|                                       | Ensemble!                       | E!                          | Liderança colectiva         | Socialismo                  | Esquerda                    |
| Ecossocialismo                        | Ensemble!                       | E!                          | Liderança colectiva         |                             | Esquerda                    |
|                                       | Picardie Debout                 | PD                          | François Ruffin             | Socialismo                  | Esquerda                    |
|                                       | Revolução Ecológica para a Vida | REV                         | Aymeric Caron               | Ecologismo                  | Esquerda                    |
| Europa Ecologia - Os Verdes e aliados |                                 |                             |                             |                             |                             |
|                                       | Europa Ecologia - Os Verdes     | EELV                        | Julien Bayou                | Política verde              | Centro-esquerda/Esquerda    |
|                                       | Geração.s                       | G.s                         | Benoît Hamon                | Socialismo democrático      | Centro-esquerda/Esquerda    |
|                                       | Os Novos Democratas             | ND                          | Aurélien TachéÉmilie Cariou | Social-democracia           | Centro-esquerda             |
|                                       | Geração Ecologia                | GE                          | Delphine Batho              | Política verde              | Centro-esquerda             |
| Partido Socialista e aliados          |                                 |                             |                             |                             |                             |
|                                       | Partido Socialista              | PS                          | Olivier Faure               | Social-democracia           | Centro-esquerda             |
|                                       | Praça Pública                   | PP                          | Raphaël Glucksmann          | Social-democracia           | Centro-esquerda             |
| Partido Comunista Francês             |                                 |                             |                             |                             |                             |
|                                       | Partido Comunista Francês       | PCF                         | Fabien Roussel              | Comunismo                   | Esquerda/Extrema-esquerda   |